# Ratpenat de ferradura
Els ratpenats de ferradura (Rhinolophus) són un gènere de ratpenats de la família dels rinolòfids, que comprèn una setantena d'espècies.
El 2005, quatre espècies d'aquest gènere (R. sinicus, R. ferrumequinum, R. macrotis i R. pearsoni) foren identificades com a reservoris del virus SARS (causant de la síndrome respiratòria aguda greu).

## Taxonomia
- Ratpenat de ferradura acuminat (R. acuminatus)
- Ratpenat de ferradura d'Adam (R. adami)
- Ratpenat de ferradura intermedi (R. affinis)
- Ratpenat de ferradura alció (R. alcyone)
- Ratpenat de ferradura de les Andaman (R. andamanensis)
- Ratpenat de ferradura arcuat (R. arcuatus)
- R. beddomei
- Ratpenat de ferradura de Blasius (R. blasii)
- Ratpenat de ferradura del Turkestan (R. bocharicus)
- Ratpenat de ferradura de Borneo (R. borneensis)
- Ratpenat de ferradura de Java (R. canuti)
- Ratpenat de ferradura del Cap (R. capensis)
- Ratpenat de ferradura de les Cèlebes (R. celebensis)
- R. chiewkweeae
- Ratpenat de ferradura de Geoffroy (R. clivosus)
- Ratpenat de ferradura de Peters (R. coelophyllus)
- Ratpenat de ferradura d'Andaman (R. cognatus)
- Ratpenat de ferradura de Cohen (R. cohenae)
- R. convexus
- Ratpenat de ferradura de Creagh (R. creaghi)
- Ratpenat de ferradura de Darling (R. darlingi)
- Ratpenat de ferradura de Decken (R. deckenii)
- Ratpenat de ferradura de Dent (R. denti)
- Ratpenat de ferradura del Sudan (R. eloquens)
- Ratpenat de ferradura mediterrani (R. euryale)
- Ratpenat de ferradura de Nova Guinea (R. euryotis)
- Ferradura grossa (R. ferrumequinum)
- R. formosae
- Ratpenat de ferradura de Francis (R. francisi)
- Ratpenat de ferradura de Rüppell (R. fumigatus)
- Ratpenat de ferradura de Gorongosa (R. gorongosae)
- Ratpenat de ferradura de Guinea (R. guineensis)
- Ratpenat de ferradura de Hildebrandt (R. hildebrandti)
- R. hilli
- R. hillorum
- Ratpenat de ferradura petit (R. hipposideros)
- R. huananus
- Ratpenat de ferradura de Mindanao (R. inops)
- Ratpenat de ferradura del mont Kahuzi (R. kahuzi)
- Ratpenat de ferradura de les Moluques (R. keyensis)
- Ratpenat de ferradura de Lander (R. landeri)
- Ratpenat de ferradura de Blyth (R. lepidus)
- Ratpenat de ferradura lobulat (R. lobatus)
- Ratpenat de ferradura llanós de Selangor (R. luctoides)
- Ratpenat de ferradura llanós (R. luctus)
- Ratpenat de ferradura del mont Mabu (R. mabuensis)
- R. maclaudi
- Ratpenat de ferradura orellut (R. macrotis)
- R. madurensis
- Ratpenat de ferradura maendeleo (R. maendeleo)
- Ratpenat de ferradura malai (R. malayanus)
- Ratpenat de ferradura de Marshall (R. marshalli)
- Ratpenat de ferradura austral (R. megaphyllus)
- Ratpenat de ferradura mitjà (R. mehelyi)
- Ratpenat de ferradura mitrat (R. mitratus)
- R. montanus
- R. monticolus
- R. mossambicus
- Ratpenat de ferradura de les illes Natuna (R. nereis)
- Ferradura del Japó (R. nippon)
- R. osgoodi
- Ratpenat de ferradura de Bourret (R. paradoxolophus)
- Ratpenat de ferradura de Pearson (R. pearsoni)
- Ratpenat de ferradura filipí (R. philippinensis)
- Ratpenat de ferradura pigmeu (R. pusillus)
- Ratpenat de ferradura xinès (R. rex)
- R. rhodesiae
- Ratpenat de ferradura de Robinson (R. robinsoni)
- Ratpenat de ferradura de Roux (R. rouxii)
- Ratpenat de ferradura rogenc (R. rufus)
- Ratpenat de ferradura de Maclaud (R. ruwenzorii)
- R. sakejiensis
- R. schnitzleri
- Ratpenat de ferradura sedós (R. sedulus)
- Ratpenat de ferradura de Shamel (R. shameli)
- R. shortridgei
- R. siamensis
- Ratpenat de ferradura del Gabon (R. silvestris)
- Ratpenat de ferradura del Transvaal (R. simulator)
- R. sinicus
- R. smithersi
- Ratpenat de ferradura bru (R. stheno)
- Ratpenat de ferradura del Vietnam (R. subbadius)
- Ratpenat de ferradura de Luzon (R. subrufus)
- Ratpenat de ferradura de Swinny (R. swinnyi)
- R. thailandensis
- Ratpenat de ferradura de Thomas (R. thomasi)
- Ratpenat de ferradura trifoliat (R. trifoliatus)
- Ratpenat de ferradura de Sulu (R. virgo)
- R. webalai
- R. willardi
- Ratpenat de ferradura de Dobson (R. yunanensis)
- R. ziama